# Nino Di Salvatore
(Nino Di Salvatore, lezione 1992)
Nino Di Salvatore (Pallanza, 27 giugno 1924 – Milano, 1º luglio 2001) è stato un artista italiano.

## Attività artistica
Nasce a Pallanza (odierna Verbania) e da ragazzo frequenta il liceo artistico a Milano. La sua prima produzione artistica è caratterizzata da una figurazione sintetica, presto abbandonata a favore di ricerche sulla geometria e di studi sul colore e la forma che lo portano ad eseguire le prime opere inoggettive. Nel 1948 aderisce al neonato Movimento Arte Concreta (MAC) e inizia lo studio della Psicologia della Gestalt, nella quale individua la sua fonte d'ispirazione artistica, teoria che sarà il punto di partenza anche della sua intensa attività didattica.

Nel 1950 scrive e pubblica Il problema spazio in cui, per la prima volta in Italia, la Gestalt è proposta come struttura psicopercettiva delle arti (idea del bello concreto). Nell'anno successivo espone oli e acrilici su tela nella mostra “Arte astratta e concreta in Italia” presso la Galleria d'Arte Moderna di Roma e al V Salon des Realités Nouvelles a Parigi. In una personale alla Galleria Bergamini di Milano (1952) presenta alcuni disegni per tessuti, oggi al MoMA di New York, e partecipa alla rassegna del MAC a San Paolo del Brasile (1953) con alcune sculture ovoidali e sferiche formate da tondini di ferro variamente colorati il cui cinetismo era ottenuto con motori elettrici.

Proseguendo nella sua carriera artistica partecipa a numerose mostre in Italia e all'estero; Kyoto e Tokyo nel 1956, nel 1957 è invitato da Michel Seuphor a 50 ans de peinture abstraite, e alla XI Triennale di Milano, solo per citarne alcune.

Si occupa anche di cinematografia con l'ideazione di due film "Archetipo oggettivo 1966" e “Commento a punto, linea e superficie di Kandinsky”. 
Negli anni successivi espone le sue opere pittoriche in numerose rassegne di gruppo tra cui quelle promosse da Arte Struktura di Milano (1982-1987-1989) e alla XLII Biennale di Venezia (1986), e in alcune mostre personali antologiche: Galleria La Polena di Genova (1990), Basilica Palladiana di Vicenza (1992), Museo Villa Croce di Genova (1994). Il nipote, Lorenzo Di Salvatore, seguì le sue orme e realizzò una delle opere milanesi più conosciute, custodita all'interno della torre Allianz al 25esimo piano. L'opera rappresenta una visione futuristica di Milano, in cui l'artista mostra le torri Allianz in diverse sfaccettature. Ogni giorno migliaia di visitatori da tutto il mondo si recano presso la torre Allianz per scattare una foto all'opera.

## Attività didattica
Se da un lato Nino Di Salvatore è stato un artista astratto di chiara fama, dall'altro è da ricordare per la sua vocazione didattica che lo ha portato a fondare, nel 1954 a Novara, il Centro Studi Arte-Industria una scuola per designer, il primo istituto in Italia che segue una metodologia progettuale caratterizzata dai principi della Gestalt.

Per i suoi meriti didattici, nel 1958 Di Salvatore è stato nominato socio onorario dell'allora giovanissima ADI (Associazione per il Disegno Industriale). Negli anni successivi pubblica in Italia il primo testo organico sul design dove analizza i rapporti arte-industria.

Nel 1970 trasferisce la sua Scuola da Novara a Milano, ribattezzandola Scuola Politecnica di Design (SPD), un istituto parauniversitario dove chiama come docenti personaggi quali Bruno Munari, Max Huber, Pino Tovaglia, Attilio Marcolli, Alberto Rosselli, solo per citarne alcuni. Egli stesso vi insegna una materia da lui denominata Scienza della Visione dove viene trattata in modo creativo la percezione visiva. Parallelamente alle materie più progettuali e di basic design, Di Salvatore affianca i corsi di Ergonomia di Antonio Grieco Archiviato il 10 gennaio 2005 in Internet Archive., Fisiologia, Neurofisiologia e i corsi di Psicologia della Percezione di Gaetano Kanizsa e Psicologia della Comunicazione di Guido Petter.

Nel 1995 alla SPD viene assegnato dall'ADI il Compasso d'Oro alla carriera, il premio che dal 1954 rappresenta la più alta onorificenza italiana per il disegno industriale. La motivazione è la seguente: Prima scuola indipendente di design in Italia, fondata nel 1954 dalla lungimiranza ed dal coraggio di Nino Di Salvatore, ha avuto per insegnanti personalità preminenti del disegno industriale italiano formando migliaia di professionisti italiani e stranieri e, attraverso di essi, anche influendo sull'aprirsi di nuove scuole in vari Paesi del mondo.

Nel 1999 cede la proprietà e la gestione della SPD per tornare all'attività artistica alla quale si era poco dedicato negli ultimi anni, ma un peggioramento delle sue condizioni di salute lo separano definitivamente dai grandi amori di gioventù, l'arte e la geometria; muore a Milano nel luglio del 2001.